# Odysseus (inslagkrater)

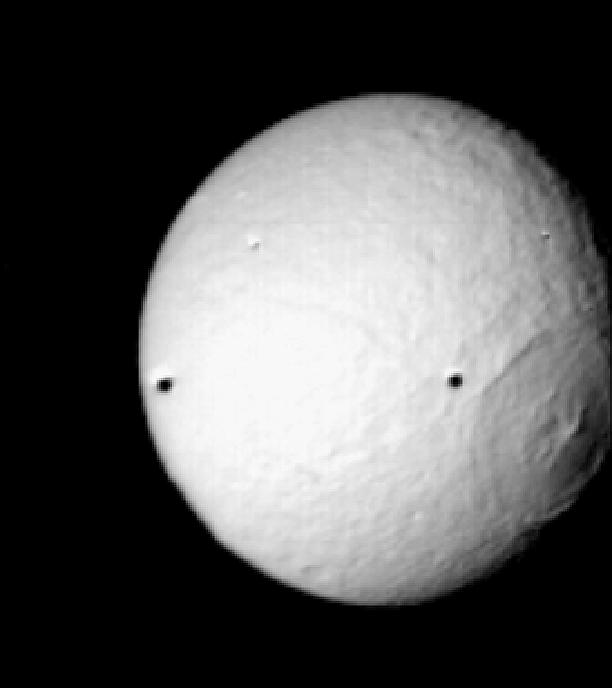
Odysseus is de grote ondiepe krater aan de rechterkant

Odysseus is de grootste inslagkrater op de Saturnusmaan Tethys. De krater is genoemd naar de Griekse held Odysseus.
De krater heeft een diameter van 400 km. Speciaal is dat de bodem van deze krater op dezelfde hoogte ligt als de omgeving, terwijl normaal kraterbodems lager gelegen zijn dan hun omgeving. Door viskeuze relaxatie zou de kraterbodem echter zijn dichtgeslibd.
Odysseus wordt, volgens sommige hypothesen, ook in verband gebracht met de vorming van Ithaca Chasma, een reusachtige kloof op Tethys.